# Кубок світу з біатлону 2012—2013 — етап 6
Шостий етап Кубка світу з біатлону 2012—13 відбудеться в Антерсельві, Італія, з 16 по 20 січня 2013 року. У програмі етапу заплановано проведення 6 гонок: спринту та гонки переслідування у чоловіків та жінок, а також чоловічої та жіночої естафет.

## Гонки
Розклад гонок наведено нижче.
| Дата     | Час       | Гонка                            |
| -------- | --------- | -------------------------------- |
| 17 січня | 14:30 CET | Жінки, спринт 7,5 км             |
| 18 січня | 14:30 CET | Чоловіки, спринт 10 км           |
| 19 січня | 11:45 CET | Жінки, переслідування 10 км      |
| 19 січня | 15:15 CET | Чоловіки, переслідування 12,5 км |
| 20 січня | 10:30 CET | Жінки, естафета 4x6 км           |
| 20 січня | 14:15 CET | Чоловіки, естафета 4x7,5 км      |

## Чоловіки

### Призери
| Гонка:                                                                        | Золото:                                                          | Час                                                       | Срібло:                                                            | Час                                                       | Бронза:                                                               | Час                                                       |
| Спринт 10 км Протокол [Архівовано 20 січня 2013 у Wayback Machine.]           | Антон Шипулін Росія                                              | 22:45.8 (0+0)                                             | Еміль Хегле Свендсен Норвегія                                      | 22:58.6 (1+0)                                             | Яков Фак Словенія                                                     | 23:06.2 (0+1)                                             |
| Переслідування 12,5 км Протокол [Архівовано 21 січня 2013 у Wayback Machine.] | Антон Шипулін Росія                                              | 31:24.2 (0+1+1+0)                                         | Яков Фак Словенія                                                  | 31:46.8 (0+0+1+0)                                         | Даніель Мезотич Австрія                                               | 31:50.0 (1+0+0+0)                                         |
| Естафета 4 x 7,5 км Протокол [Архівовано 21 січня 2013 у Wayback Machine.]    | Франція Сімон Фуркад Жан-Гійом Беатрікс Алексі Беф Мартен Фуркад | 1:13:26.0 (0+0) (0+1) (0+0) (0+2) (0+0) (0+1) (0+2) (0+2) | Росія Антон Шипулін Євген Устюгов Євгеній Гаранічев Дмитро Малишко | 1:13:36.1 (0+2) (0+0) (0+0) (0+3) (0+0) (0+1) (0+0) (0+2) | Австрія Сімон Едер Крістоф Зуман Даніель Мезотич Домінік Ландертінгер | 1:14:44.5 (0+0) (0+2) (0+1) (0+1) (0+0) (0+1) (0+0) (1+3) |

## Жінки

### Призери
| Гонка:                                                                      | Золото:                                                                     | Час                                                       | Срібло:                                                                 | Час                                                       | Бронза:                                                  | Час                                           |
| Спринт 7,5 км Протокол [Архівовано 18 січня 2013 у Wayback Machine.]        | Анастасія Кузьміна Словаччина                                               | 20:28.6 (0+0)                                             | Кайса Мякяряйнен Фінляндія                                              | 20:45.3 (1+0)                                             | Дарія Домрачова Білорусь                                 | 20:50.5 (1+0)                                 |
| Переслідування 10 км Протокол [Архівовано 21 січня 2013 у Wayback Machine.] | Тора Бергер Норвегія                                                        | 31:21.8 (0+1+1+0)                                         | Олена Підгрушна Україна                                                 | 31:40.7 (0+0+0+1)                                         | Кайса Мякяряйнен Фінляндія                               | 31:47.2 (0+0+2+2)                             |
| Естафета 2 x 6 км Протокол [Архівовано 21 січня 2013 у Wayback Machine.]    | Німеччина Франциска Хільдебранд Міріам Гесснер Надін Горхлер Андреа Генкель | 1:13:02.1 (0+1) (0+1) (0+3) (0+1) (0+0) (0+0) (0+3) (0+1) | Росія Катерина Глазиріна Ольга Зайцева Катерина Шумілова Ольга Вілухіна | 1:13:19.5 (0+1) (0+1) (0+0) (0+1) (0+1) (0+1) (0+1) (0+3) | Франція Анаїс Бескон Софі Буаї Марі Лор Брюне Марі Дорен | 1:13:43.0 (0+0) (0+2) (0+0) (0+0) (0+0) (0+2) |

## Досягнення
Найкращий виступ за кар'єру
Перша гонка в Кубку світу